# Michael Landgraf (Abt)
Michael Landgraf (geboren 1498 in Rasdorf; gestorben 4. Mai 1571 in Hersfeld) war von 1556 bis 1571 Abt der Reichsabtei Hersfeld. 

## Leben
Michael Landgraf wurde 1498 in Rasdorf, das damals zum Hochstift Fulda gehörte, als Bürgersohn geboren. Um 1530 trat er als Novize in die Abtei Hersfeld ein, deren Abt damals Crato I. (bürgerlich Kraft Myle) als erster Abt bürgerlicher Abstammung war. Für Crato I. nahm er unter anderem 1548 als Gesandter am Reichstag zu Augsburg teil. Vor 1554 wurde er Dechant und Propst der beiden zu Hersfeld gehörenden Klöster Petersberg bei Hersfeld und Kreuzberg. Der bereits betagte Abt Crato I. berief Michael Landgraf 1554 zu seinem Koadjutor mit dem Recht zur Nachfolge. Anfang 1556 übertrug Crato I. ihm die volle Regierungsgewalt. Nach Cratos kurz darauf am 12. März eingetretenen Tod trat Michael die Nachfolge an und erhielt am 12. Juni dieses Jahres die Bestätigung durch Papst Paul IV. Die Schutzherrschaft über die Reichsabtei hatte bereits seit 1432 die inzwischen evangelisch gewordene Landgrafschaft Hessen-Kassel inne. 
Abt Michael musste 1558 in einen Vertrag mit der Landgrafschaft einwilligen, der dieser die Hälfte der Stadt Hersfeld übertrug. Im Übrigen legte er den Schwerpunkt seiner Amtsführung auf karitative Tätigkeiten und die Förderung der Bildung. Um 1560 wurde in Hersfeld eine Stadtschule in der Kaplangasse als Knabenschule erbaut. Die ursprüngliche, im Mittelalter weithin anerkannte und im 11. Jahrhundert wahrscheinlich vom Geschichtsschreiber Lampert von Hersfeld geleitete Schule der Reichsabtei war zu dieser Zeit bereits seit einigen Jahren eingegangen. Infolge der Reformation waren kaum noch Mönche in die katholisch gebliebene Abtei eingetreten, zumal die Stadt Hersfeld und das Stiftsgebiet überwiegend evangelisch geworden waren. Auch Abt Michael hielt sich im Stift bereits einen evangelischen Hofprediger. Am 2. Juni 1570 stiftete er in Hersfeld das später als „Alte Klosterschule“ bezeichnete Gymnasium, die heutige Konrad-Duden-Schule. Abt Michael hatte bereits 1558 im Zuge des Vertrags mit der Landgrafschaft Hessen-Kassel die Gebäude des ehemaligen, im Zuge der Reformation aufgelösten Hersfelder Franziskanerklosters erhalten. In dessen Räumen wurde die neue Schule nun eingerichtet. Abt Michael übertrug der von ihm gestifteten Schule zur Finanzierung die Erträge des Klosters Blankenheim. Zur Absicherung erwirkte er zudem bei Kaiser Maximilian II. einen Schutzbrief, der am 7. November 1570 ausgestellt wurde. Zu dieser Zeit stiftete Abt Michael auch ein Hospital im zum Stift gehörenden Niederaula. 
Nach kurzer Krankheit starb Abt Michael am 4. Mai 1571. Seine Nachfolge trat Abt Ludwig V. (bürgerlich: Ludwig Landau) an, der zuvor bereits sein Koadjutor gewesen war. Abt Michael wurde wahrscheinlich wie fast alle Hersfelder Äbte in der Kirche des Stifts, der heutigen Stiftsruine, begraben. Sein Grab ist nicht erhalten geblieben. In Bad Hersfeld ist die Abt-Michael-Straße nach ihm benannt.